# Sphaerichthys selatanensis
Селатанський сферихт (Sphaerichthys selatanensis) або селатанський шоколадний гурамі — прісноводний вид риб з родини осфронемових (Osphronemidae).
Свою назву отримав від індонезійської провінції Південний Калімантан (індонез. Kalimantan Selatan). Спочатку він був описаний як підвид шоколадного гурамі під назвою Sphaerichthys osphromenoides selatanensis  Vierke, 1979. З кінця 1980-х років вважається окремим видом.

## Поширення
Селатанський сферихт був виявлений в околицях міста Банджармасін, що розташоване на південному сході острова Калімантан, Індонезія. Зустрічається в південних та центральних районах Калімантану. Водиться в ручаях з повільною течією, близько 1 метра завширшки, з дном із глини, прозорою коричневою водою й рослинністю з криптокорин. Температура води близько 25-30 °C, показник pH в межах 5,0-6,5, а твердість 2-4°dH.
Було повідомлення, що риби з дуже схожим забарвленням були виловлені на іншому індонезійському острові Біллітон, розташованому на схід від узбережжя Суматри.

## Опис
У дорослому віці селатанський сферихт сягає довжини трохи менше 5 см. Зовні рибки дуже схожі з шоколадним гурамі. Темно-коричневе тіло перетинають декілька білих поперечних смуг. Є ще горизонтальна світла смуга, що по висоті проходить серединою тіла. Плавці червонувато-коричневі, щонайменше в коричневу цяточку. Кінці хвостового плавця часто бувають витягнутими, а сам плавець білий по краю. Формула плавців: D VII/8-9, A VII/21-23, V I/5, C 13. У бічній лінії 29-30 (+1) лусок.
Самці відрізняються від самок рівною лінією нижньої щелепи та більш гострою формою голови. У самок під нижньою щелепою є легка випуклість, яка виникає через те, що шкіра в цьому місці у них може розтягуватись і утворювати мішечок, в якому після нересту проходить інкубація ікри.
Головною відмінністю в забарвленні селатанського сферихта та шоколадного гурамі є наявність у першого з них додаткової поперечної смуги, що починається перед спинним плавцем і йде в напрямку черевних плавців. У шоколадного гурамі ця смуга відсутня або зменшена до невеликої плями перед спинним плавцем.

## Утримання в акваріумі
Селатанський сферихт лише іноді зустрічається в акваріумах. Головна проблема з його утриманням полягає у складності підтримання потрібних параметрів води. До того ж ці рибки дуже хворобливі. Тримати їх краще групою з 6-8 риб. Нерест може бути парний або груповий. Ікру відкладають на дно, після чого самка забирає її до рота й виношує протягом двох тижнів, стоячи в одному місці біля поверхні води. По закінченні цього періоду самка «випльовує» з рота вже готових до самостійного життя мальків. За один нерест можна отримати до 40 мальків.